# The Ultimate Fighter 5 Finale
The Ultimate Fighter 5 Finale, noto anche con il nome The Ultimate Fighter: Team Pulver vs. Team Penn, è stato un evento di arti marziali miste tenuto dalla Ultimate Fighting Championship il 23 giugno 2007 al Palms Casino Resort di Las Vegas, Stati Uniti.

## Retroscena
Il Main Event delle serata prevedeva l'incontro per la categoria dei  pesi leggeri, tra i due capitani dei team della quinta stagione di The Ultimate Fighter, B.J. Penn e Jens Pulver. Inoltre il main event era preceduto dall'incontro, che avrebbe incoronato il vincitore del reality show, tra Nate Diaz e Manny Gamburian.

## Risultati
|                                          | Divisione       |                 |                 |                  | Metodo                               | Round           | Tempo           | Premio          |
| Card principale                          | Card principale | Card principale | Card principale | Card principale  | Card principale                      | Card principale | Card principale | Card principale |
| ---------------------------------------- | --------------- | --------------- | --------------- | ---------------- | ------------------------------------ | --------------- | --------------- | --------------- |
|                                          | Pesi Leggeri    | Jens Pulver     | batte           | B.J. Penn        | Sottomissione (rear-naked choke)     | 2               | 3:12            |                 |
| Finale del torneo The Ultimate Fighter 5 | Pesi Leggeri    | Nate Diaz       | batte           | Manny Gamburyan  | Sottomissione (infortunio)           | 2               | 0:20            |                 |
|                                          | Pesi Medi       | Thales Leites   | batte           | Floyd Sword      | Sottomissione (triangolo di braccio) | 3               | 3:49            |                 |
|                                          | Pesi Leggeri    | Roger Huerta    | batte           | Doug Evans       | KO Tecnico (pugni)                   | 2               | 3:30            |                 |
| Card preliminare                         |                 |                 |                 |                  |                                      |                 |                 |                 |
|                                          | Pesi Leggeri    | Joe Lauzon      | batte           | Brandon Melendez | Sottomissione (triangolo)            | 2               | 2:09            | SOTN            |
|                                          | Pesi Leggeri    | Cole Miller     | batte           | Andy Wang        | KO Tecnico (calcio in testa e pugni) | 2               | 2:10            | KOTN            |
|                                          | Pesi Leggeri    | Gray Maynard    | contro          | Rob Emerson      | No contest                           | 2               | 0:39            | FOTN            |
|                                          | Pesi Leggeri    | Leonard Garcia  | batte           | Allen Berube     | Sottomissione (rear-naked choke)     | 1               | 4:22            |                 |
|                                          | Pesi Leggeri    | Matt Wiman      | batte           | Brian Geraghty   | KO Tecnico (pugni)                   | 1               | 2:09            |                 |

## Premi
- FOTN: Fight of the Night (vengono premiati entrambi gli atleti per il miglior incontro dell'evento)
- SOTN: Submission of the Night (viene premiato il vincitore per la migliore sottomissione dell'evento)
- KOTN: Knockout of the Night (viene premiato il vincitore per il miglior knockout dell'evento)